# Danil Burkenja
Danil Sergejevitj Burkenja (ryska: Даниил Сергеевич Буркеня), född den 20 juli 1978, är en rysk längd- och trestegshoppare. 
Burkenja började sin karriär som längdhoppare och deltog vid Olympiska sommarspelen 2000 där han blev utslagen i kvalet. Han var i final vid EM 2002 och slutade femma med ett hopp på 7,90. Inför de Olympiska sommarspelen 2004 började han tävla mer aktivt i tresteg vilket resulterade i en bronsmedalj efter ett hopp på 17,20.
Vid EM 2006 i Göteborg avancerade Burkenja till final och där han slutade sexa efter att ha hoppat 16,98. 
Han deltog även vid Olympiska sommarspelen 2008 men blev där utslagen i kvalet.

## Personligt rekord
- Längdhopp - 8,31
- Tresteg - 17,68